# نهر أوسوري
نهر أوسوري (بالروسية: Река Уссури)‏، يمر عبر خاباروفسك وبريمورسكي كراي في روسيا، وفي المنطقة الجنوبية الشرقية من شمال شرق الصين. ينحدر من سلسلة جبال سيخوت-ألين، ويتدفق شمالًا ويشكل جزءًا من الحدود الصينية الروسية (التي تستند إلى الاتفاقية الصينية الروسية للبكين لعام 1860) حتى ينضم إلى نهر آمور كرافد له في خاباروفسك (48°26′N 134°59′E / 48.433°N 134.983°E). طوله حوالي 897 كيلومتر (557 ميل). حوض نهر أوسوري يغطي مساحة 193,000 كيلومتر مربع (75,000 ميل2). تأتي 60 ٪ من مياهه من المطر، و30 – 35 ٪ من الثلوج والينابيع الجوفية. معدل التفريغ هو 1,150 متر مكعب لكل ثانية (41,000 قدم3/ث) ومتوسط الارتفاع هو 1,682 متر (5,518 قدم).

## الأسماء

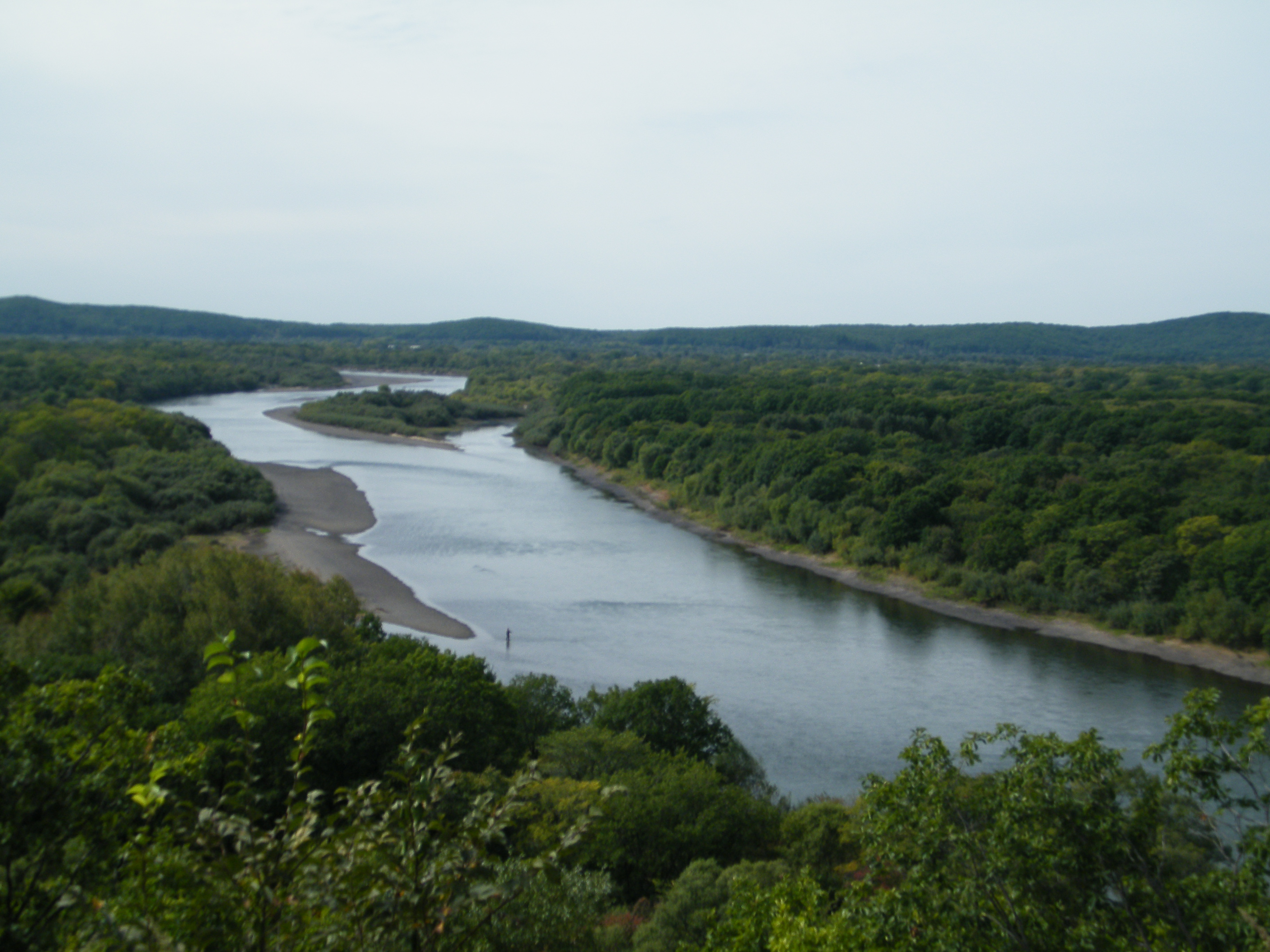
نهر أوسوري بالقرب من غورني كليوتشي

وقد عرف نهر أوسوري بالعديد من الأسماء. في المانشو كان يطلق عليه أوسوري أولا أو دوبي بيرا (والتي تعني: نهر الثعالب)، وفي المنغولية أسوري مورن.

## التاريخ
كثيرا ما تحدث فيضانات كارثية لنهر أوسوري. ويتجمد في نوفمبر ويبقى تحت الجليد حتى أبريل. يعج النهر بأنواع مختلفة من الأسماك مثل: غرايلينج، وسمك الحفش وسمك السلمون الحدباء (gorbusha) ، وسمك السلمون (كيتا) وغيرها.
خلال الحرب العالمية الثانية، كان النهر يمثل أحد الحدود التي عبرتها القوات السوفيتية إلى منشوريا في الغزو السوفيتي لمنشوريا في عام 1945.
وقع النزاع الحدودي الصيني السوفيتي عام 1969 في جزيرة دامانسكي السوفيتية على نهر أوسوري.

## روافده
الروافد الرئيسية لنهر أوسوري هي: نهر مولينج، ونهر ناولي، ونهر سونجاشا، ونهر أرسينييفكا من ناحية اليسار. إضافة إلى نهر بيكين، ونهر خور، ونهر بولشايا أوسوركا من جهة اليمين.

## حالة النهر خلال العام
يتجمد نهر أوسوري في شهر نوفمبر، ويبدأ الجليد في الذوبان في شهر أبريل. يمثل المطر حوالي 60 ٪ من مياه النهر، بينما يمثل الثلج (في الشتاء) ما يصل إلى 30-35 ٪، والباقي تحت الأرض. ترتفع المياه من نهاية مارس إلى أغسطس؛ بسبب ذوبان الثلوج وكذلك المطر، وقد تحدث فيضانات كارثية مدمرة. ويبلغ معدل تصريف المياه السنوي في الروافد العليا 143 م 3 / ثانية، ومتوسط التدفق حوالي 230 م 3 / ثانية، في الأسفل على مسافة 147 كم من المصب 1150 م 3 / ثانية.